# 守山龍之介
守山 龍之介（もりやま りゅうのすけ、1994年6月3日 - ）は、兵庫県出身の俳優。Dプロモーション、合同会社ウッズ所属。

## 人物
身長180cm。体重60kg。血液型A型。
趣味は映画鑑賞、音楽鑑賞、歌うこと、ボルダリング、アコースティック・ギター。特技はヒューマンビートボックス、バスケットボール。
2022年、映画『虹が落ちる前に』で、門真国際映画祭最優秀主演男優賞受賞。

## 出演作品

### テレビドラマ
- 日曜プライム / スイッチ（2020年、テレビ朝日） - 伊野陽平
- カンテレドラマらぼ（2020年、カンテレ）
  - 東京男子図鑑 - 脇田
  - 銀座黒猫物語 - 不良
- DIVER-組対潜入班-（2020年、カンテレ・フジテレビ） - 海堂の子分
- 知らないのは主役だけ（2020年、カンテレ） - 怪しい男
- 木曜プラチナイト / ペアキュン 〜コンビ結成秘話を勝手にドラマ化〜（2021年、YTV） - 結城賢介
- あなたのブツが、ここに 最終回（2022年、NHK大阪放送局） - 加納
- 土曜ドラマ / めんつゆひとり飯（2023年、BS松竹東急） - いりこの夫
- 仮面ライダーガッチャード 第9、10話（2023年、テレビ朝日） - フードの男 / 姫野剣

### テレビ番組
- ニッポンのぞき見太郎 あなたは多数派?少数派?（2016年、カンテレ）
- 恋んトス シーズン6（2017年、TBS）

### 映画
- ⼆者択⼀（2017年） - 主演：昌毅
- 春待つ僕ら（2018年、ワーナー・ブラザース映画） - 清凌バスケット部員
- スカーフ（2019年） - 菊池遙
- 追い⾵（2020年） - 新郎の友人
- RED（2020年） - バーテンダー
- 虹が落ちる前に（2022年） - 主演：風間公平

### 舞台
- 汚れたアヒル（2016年） - トオル
- のらん（2016年） - 茨田郡次
- 夜明けの前が⼀番暗いの（2017年） - ノロ
- 熟れたラポール（2021年） - 主演：名波陸

### CM
- アヴェリール迎賓館（2017年） - 男性
- セブン-イレブンプレゼンツ「リップティント」 （2018年）
- アサヒスーパードライ TOKYO2020（2019年） - サーファー

### MV
- sankansihon°「ひとりかくれんぼ」（2017年） - 漫画家
- QUARKS「Drawing stars」（2018年） - ストリートバスケットボーラー
- King Gnu「⾶⾏艇」（2019年） - ギタリスト
- 8utterfly 「元恋⼈」（2020年）

### スチール
- WEGO ZOZOTOWN専属モデル（2017年）
- KoH T（2021年） - カタログモデル
- ADAM ETROPE（2021年） - AW新作イメージモデル
- Honda RIDING GEAR ONLINESHOP（2021年） - イメージモデル